# Uinskoje
Uinskoje (ros. Уинское) – wieś (sieło) w Rosji, w Kraju Permskim, ośrodek administracyjny rejonu uińskiego. W 2010 liczyła 4304 mieszkańców.